# Eutrepsia mercedes
Eutrepsia mercedes là một loài bướm đêm trong họ Geometridae.